# Église Saint-Martin de Berru
L'église Saint-Martin de Berru est une architecture gothique primitif datant des XIIe et XIIIe siècles se trouvant au centre du village de Berru, en France. Depuis 1921, elle a le statut de monument historique classé.

## Historique
L'église Saint-Martin fait partie des monuments classés monument historique par arrêté de 1921.

## Description

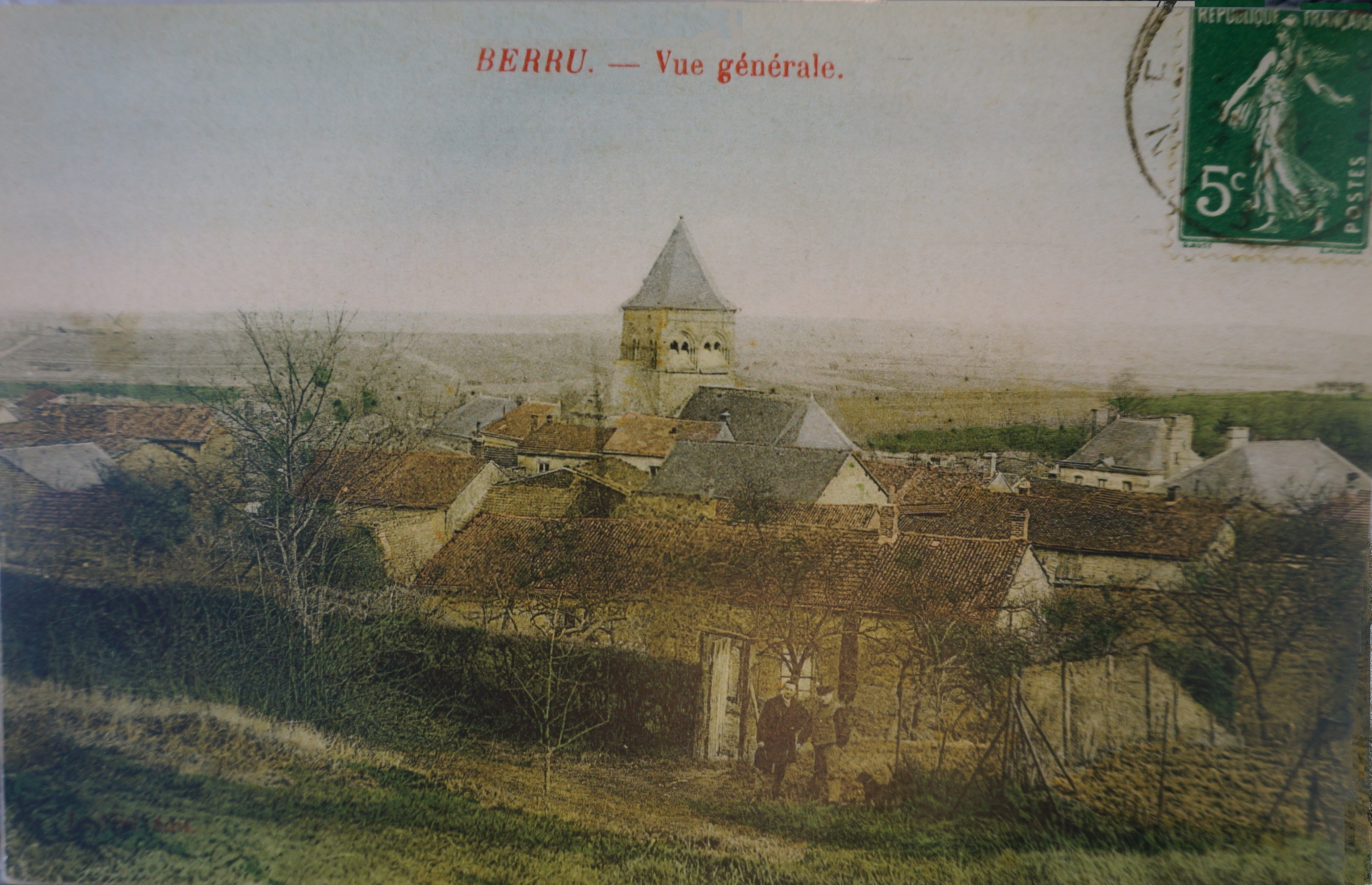
Avant la Grande guerre,
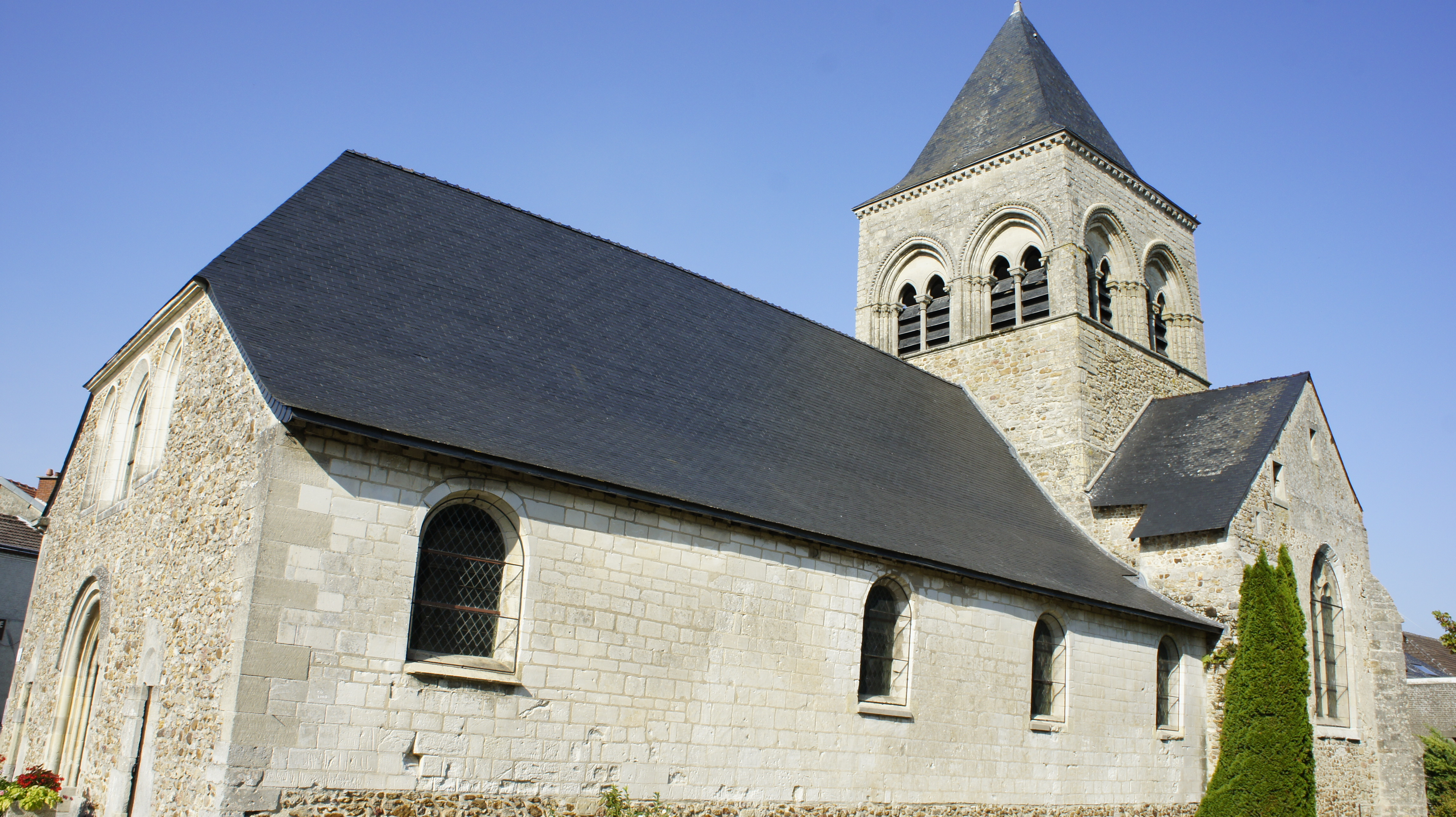
depuis le sud.
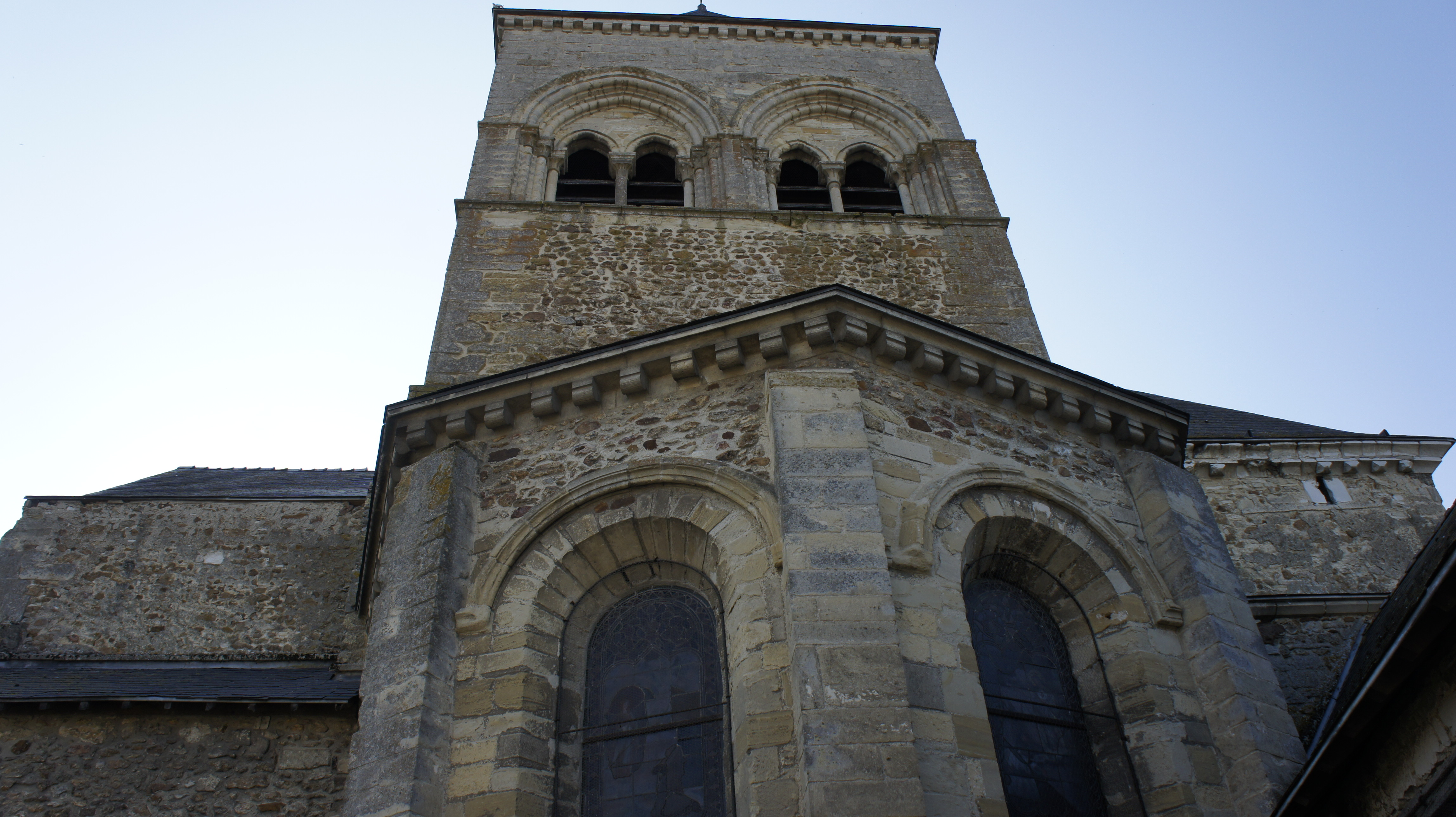
L'abside détail.
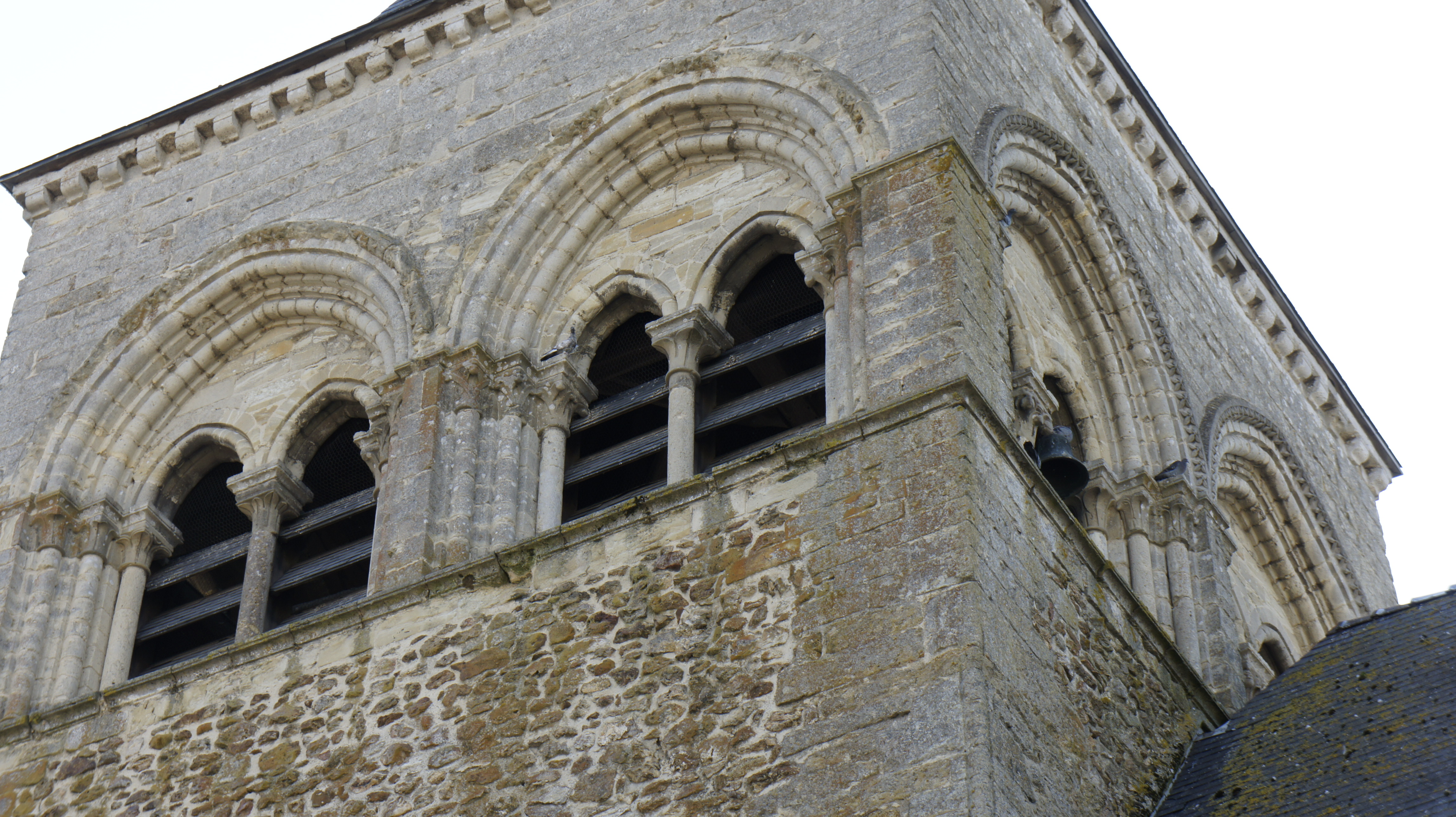
détail du clocher.